# Gino Franzi
Gino Franzi, all'anagrafe Giovanni Pietro Franzi (Torino, 25 luglio 1884 – Milano, 27 dicembre 1958), è stato un cantante italiano.

## Biografia
Nato a Torino, Franzi inizia a recitare in teatro come giovane attore presso alcune compagnie piemontesi, ma ben presto, essendo dotato di una buona voce, sceglie il mondo della canzone, debuttando in pubblico nel 1910.
Lancia nel 1912 la canzone Fili d'oro, di Francesco Buongiovanni e Giovanni Capurro, grande successo dell'anno incisa successivamente da vari cantanti, tra cui Carlo Buti e Claudio Villa..
Dopo la fine della Prima Guerra Mondiale viene scritturato per alcune esibizioni a Parigi, dove canta sia in italiano che in francese; lancia negli anni successivi canzoni come Addio Tabarin, Ninnolo, Johnson, Come una coppa di champagne, divenendo uno dei maggiori rappresentanti di una tipologia di cantante legato a tematiche drammatiche, fatte di atmosfere tra sconforti, delusioni, malinconici addii e amori incompresi.
Con il passare degli anni anche Franzi con il suo stile cade ben presto nel dimenticatoio, riapparendo nel 1948 all'interno di compagnie di rivista, dove tenta di ripresentare il suo vecchio repertorio.
Muore dimenticato, a Milano poco dopo il Natale del 1958, e viene sepolto al locale Cimitero Maggiore. Al termine di concessione della tomba, i suoi resti vengono posti al Riparto 89/A del medesimo cimitero, tumulati nella celletta 1475. A causa della negligenza del comune di Milano e degli appassionati di musica, il 13 dicembre del 2019 i resti di Franzi sono stati trasferiti nell'ossario comune del cimitero Maggiore di Milano.
Nel 1968 Ricky Gianco incide una cover del suo successo del 1923 Johnson.